# Caddo Lake (film)
Caddo Lake is een Amerikaanse dramatische mysteryfilm uit 2024 geregisseerd en geschreven door Celine Held en Logan George. De film ging op 10 oktober 2024 in première.

## Verhaal
De film volgt de verdwijning van het achtjarige meisje Anna, die op een mysterieuze wijze verdwijnt op de grens tussen Texas en Louisiana rond het Caddo Lake. Tijdens de zoektocht worden verdwijningen uit het verleden en een reeks sterfgevallen in de buurt met elkaar in verband gebracht. De gebeurtenissen zullen het verleden van een gebroken familie veranderen en duidelijkheid geven.

## Rolverdeling
| acteur                  | personage           |
| ----------------------- | ------------------- |
| Dylan O'Brien           | Paris               |
| Eliza Scanlen           | Ellie               |
| Caroline Falk           | Anna                |
| Lauren Ambrose          | Celeste             |
| Eric Lange              | Daniel              |
| Sam Hennings            | Ben                 |
| Diana Hopper            | Cee                 |
| David Maldonado         | sheriff Mark Taylor |
| Jules Hilillo Fernandez | Claire              |
| Gina Limbrick           | moeder van Paris    |
| Lance E. Nichols        | Dr. Mitchell        |

## Achtergrond
Oorspronkelijk werd de film in augstus 2021 aangekondigd onder de titel Vanishings. In oktober van datzelfde jaar werd de titel aangepast naar The Vanishings at Caddo Lake, voordat deze in mei 2023 werd verkort tot de officiële titel: Caddo Lake.
De film werd geregisseerd door Celine Heard en Logan George, daarnaast waren ze samen verantwoordelijk voor het schrijven van het scenario van de film. De film werd geproduceerd door M. Night Shyamalan, hij werd voor de productie bijgestaan door Ashwin Rajan, Kara Durrett en Josh Godfrey. De opnamen van de film gingen op 10 april 2021 van start en werden afgerond op 18 november 2021. Hoofdrollen in de film waren weggelegd voor onder anderen Dylan O'Brien, Eliza Scanlen, Lauren Ambrose en Eric Lange.

## Release en ontvangst
In september 2024 werd de eerste trailer van de film naar buiten gebracht. Caddo Lake ging op 10 oktober 2024 in première op streamingdienst HBO Max.
De film werd door recensenten in het algemeen goed ontvangen. Op Rotten Tomatoes heeft de film een score van 76% op basis van 41 beoordelingen. Metacritic komt op een score van 55/100, gebaseerd op 7 beoordelingen.